# Александър Паскалев
Александър Михайлов Паскалев е български книгоиздател, определян като „основател на модерното книгоиздаване в България“.

## Биография
Роден е на 7 ноември 1879 година в Хасково, в семейството на Амалия и Михаил Паскалеви. Той е внук по бащина линия на Паскал Хаджирайчев – търговец и меценат. 
Александър Паскалев учи в Хасково, след това завършва гимназия в Пловдив. През 1906 година се записва като студент по право в София, но не завършва образованието си след временното затваряне на Университета през 1907 г.  През 1914 година се жени за Невена Христова Манова от Самоков. Имат син Христо (1915) и дъщеря Лиляна (1919). Последните години от живота си Паскалев прекарва в село Княгиня Надежда край Хасково.
През 1946 година заболява тежко и умира на 31 октомври 1946 година в Хасковската държавна болница. Погребан е в родния си град.

## Обществена дейност
През есента на 1899 година Александър Паскалев е назначен за учител в село Книжовник. Тук той инициира вечерно училище за възрастни и читалище „Нов живот“.  Той е един от основателите на дружество „Родопски турист“ (1900). След отбиване не военната си служба Паскалев учителства в родния си град. В Отворено писмо осъжда корупцията в сферата на образованието, за което е  уволнен без право да учителства в страната. Активен член и библиотекар в работническото читалище „Просвета“. Като инспектор по труда в Хасково съставя първият акт за нарушаване на трудовото законодателство в хасковските тютюневи складове. 
Става член-основател и първи касиер-счетоводител на потребителната кооперация „Напред“ и на кооперативен магазин към нея. Освен учредител е също така секретар на учредителното събрание на кооперацията. Бива назначен от Управителния съвет за касиер-счетоводител на 1 септември 1905 година. Поради смяна на своето местожителството напуска на 20 юли 1906 година.  
Активист на Социалдемократическата партия в Хасково и сътрудник на местния вестник „Социалистическа борба“. 
След като се установява в София, е сред основателите на новоучреденото и първо по рода си у нас Сдружение на вестникарските настоятели (1908).  През 1913 година сдружението е регистрирано под името „Куриер“ като Командитно дружество за разпространение на вестници и други периодични издания в България.
По време на войните за национално обединение е командир на рота в 51 полк на VIII Тунджанска дивизия. Участва в обсадата и превземането на Одрин, за което е награден с Орден за храброст. 
Иван Вазов му посвещава стихотворението си „България гледа“. 
Дарява колекцията си от редки и ценни растения и минерали на Софийския университет, както и финансови средства на Българския учителски съюз и много книги за библиотеката му. 

## Книгоиздателска дейност
Александър Паскалев регистрира своето книгоиздателство през 1909 година. Започва да издава списанието „Съвременна мисъл“ и прочутата си „Всемирна библиотека“, с която за първи път у нас системно и целенасочено запознава българския читател с образци на античната, руската и западноевропейската литература. В нея както и в списанието привлича за преводачи и сътрудници най-известните български писатели, като ги подпомага финансово. 
Издава отделни книги на Пейо Яворов, Пенчо Славейков, Кирил Христов, д-р К.Кръстев, Николай Лилиев, Димчо Дебелянов, Йордан Йовков, Елин Пелин, Георги Райчев, Георги Стаматов, Асен Златаров, Константин Константинов, многотомни съчинения на Иван Вазов, Христо Ботев, Любен Каравелов, Алеко Константинов, а по-късно на Джек Лондон и на нобеловата лауреатка Пърл Бък. 
Издава и първата антология на детската литература у нас „На ранина“. Паскалевите издания бързо стават представителни за българската литература и са търсени и четени както у нас, така и в Европа. 
Пръв въвежда продажбата на книгите си на консигнация, рекламира ги в специални листовки и каталози, предлага акции на своите сътрудници, сключва издателски договори. През 1912 година регистрира ново Командитно книгоиздателско дружество „Ал.Паскалев и Сiе“, в което участват „по-видни книжари и вестникарски настоятели от големите градове на Царството“.
През 1919 година е сред основателите и подпредседател на акционерното дружество „Български печат“, което издава в. „Зора“, с редактор Данаил Крапчев. 
Наред с „Всемирна библиотека“ с марката на Паскалевото книгоиздателство излизат и библиотечните поредици „Слънчеви лъчи“, предназначена за най-малките, „Юношеска библиотека“, „Вечерни часове“, „Искри“, „Съвременен земеделец“, „Пантеон“, „Българска реч“, „Обществено здраве“ и пр. 
В началото на 20-те години на XX век се появяват списание „Златорог“ и вестник „Развигор“. Освен тях Паскалев издава детските списания „Светулка“ и „Детска почивка“, „професорското“ списание „Българска мисъл“, „Отечество“, „Социалдемократ“ , „Страници за всички“ и др.
Негово дело са и множество учебници за нашите училища. Това става и причина за краха на издателската му дейност, поради смяната на правописа по време на Земеделското управление. Учебниците стават неизползваеми и той потъва в милиони дългове към банките, които са го кредитирали.

## Памет
Пред родната къща на Александър Паскалев е поставена паметна плоча с барелеф, а в нея предстои откриването на постоянна изложба.
Професионалната гимназия по туризъм в Хасково носи името на Александър Паскалев.
За Александър Паскалев са издадени книги и юбилейни вестници.
На Александър Паскалев е наречена улица в кварталите „Младост 3“ и „Младост 4“ в София (Карта).
Община Хасково учредява награда „Александър Паскалев“, връчена за пръв път през 2004 г.